# 조선미술건설본부
조선미술건설본부(朝鮮美術建設本部)는 태평양 전쟁 종전 직후인 1945년 8월에 미군정 지역인 서울에서 결성된 미술인 단체이다. 미건이라 약칭한다.

## 발족과 구성
쇼와 천황의 항복 선언 사흘 후인 8월 18일에 예술인 단체인 조선문화건설중앙협의회가 조직되면서 그 산하에 창설된 단체이다. 위원장으로는 미술계의 원로인 고희동(高羲東)이 추대되었고, 서기장은 정현웅(鄭玄雄)이 맡았다.
분과로는 동양화부와 서양화부, 조각부, 공예부, 아동미술부, 선전미술대가 설치되었다. 동양화부 위원장 노수현(盧壽鉉), 위원 김용준(金瑢俊), 변관식(卞寬植), 허백련(許百鍊). 서양화부 위원장 김주경(金周經), 위원 길진섭(吉鎭燮), 오지호(吳之湖), 이병규(李昞圭), 이종우(李鍾禹), 조각부 위원 김두일(金斗一), 문석오(文錫五), 공예부 위원 이순석(李順石) 아동미술부 위원장 이병규(李炳圭), 선전미술부 부장 길진섭, 위원 이순석 등 총 186명이었다. 당시 조각부 위원 문석오는 평양에서 활동하였으며, 후에 동양화부 김용준, 서양화부 위원장 김주경, 서양화부 길진섭 등은 월북하였다.

## 활동
조선미술건설본부는 제2차 세계 대전에서 승리한 연합군이 들어올 것에 대비하여 연합군 환영을 위한 미국, 영국, 소련, 중국의 국가 원수 대형 초상화와 국기를 그리는 일을 기획했다. 1945년 10월 20일부터는 나흘간 덕수궁미술관에서 해방기념문화대축전 미술전람회라는 이름으로 전람회를 개최했다. 97명의 작가가 132점의 작품을 출품하여 성대하게 열렸다.

## 해체
전시회를 마치고 미건은 발전적으로 해체하여 그해 11월에 조선미술협회를 발족시켰다. 조선미술협회는 이 무렵부터 격화되기 시작된 좌우익 대결 와중에서 정치적 중립을 지키겠다는 명분으로 출범했으나, 회장 고희동이 대한민국 임시정부의 맥을 잇는 비상국민회의를 지지하는 우익 성향을 보이면서 이에 반발한 좌파 계열이 따로 분리되어 미술계도 좌우익으로 분열하게 되었다.

## 같이 보기
- 조선미술협회

## 참고자료
- 이규일 (2003년 8월). “한국 미술의 춘추전국시대에서 민족미술 꽃피우다” (PDF). 《문화예술》. 2006년 3월 26일에 원본 문서 (PDF)에서 보존된 문서. 2008년 6월 9일에 확인함.